# Ravelin

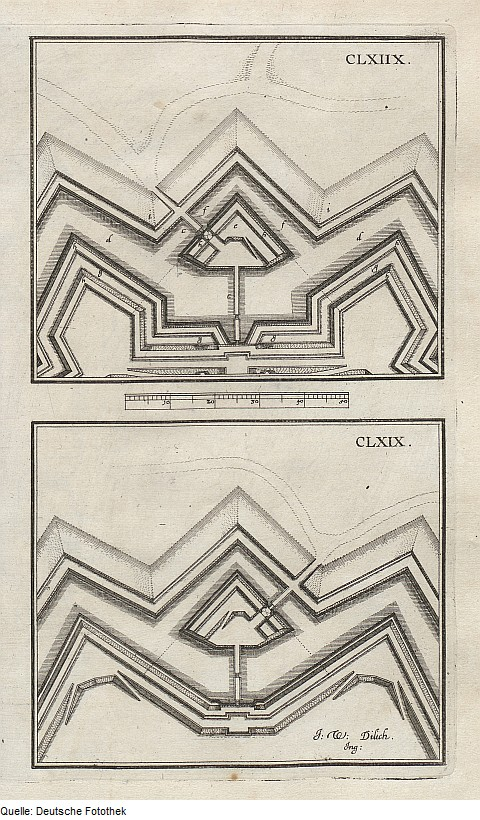
Zwei idealtypische Beispiele aus dem 17. Jahrhundert: Links und rechts springt jeweils eine Bastion vor, verbunden durch die Kurtine (die im unteren Beispiel sehr schmal ist). Der Ravelin steht jeweils vor der Kurtine.

Als einen Ravelin (deutsch: Wallschild) bezeichnet man im Festungswesen ein eigenständiges Werk, dessen Aufgabe es ist, die Kurtine, also den Wall zwischen zwei Bastionen, zu schützen – daher sein deutscher Name Wallschild – und gleichzeitig deren Facen (die Feindseite bzw. die vordere, außenliegende Seite eines Festungswerkes) zu flankieren.

## Historische Entwicklung des Ravelins

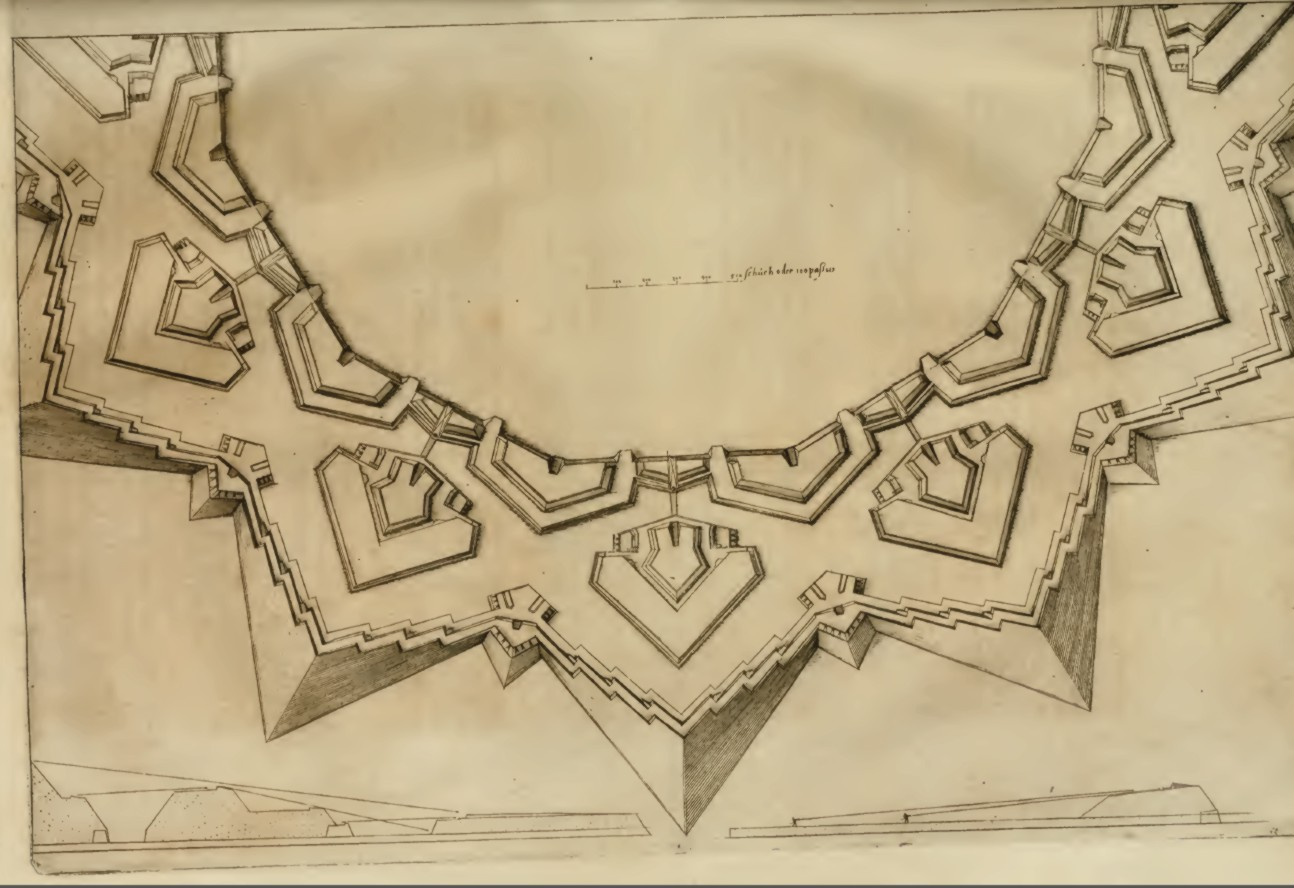
Die sehr großen Ravelins nach der Manier von Daniel Specklin, die zur Vermehrung der Feuerkraft zusätzlich noch mit Kavalieren verstärkt waren

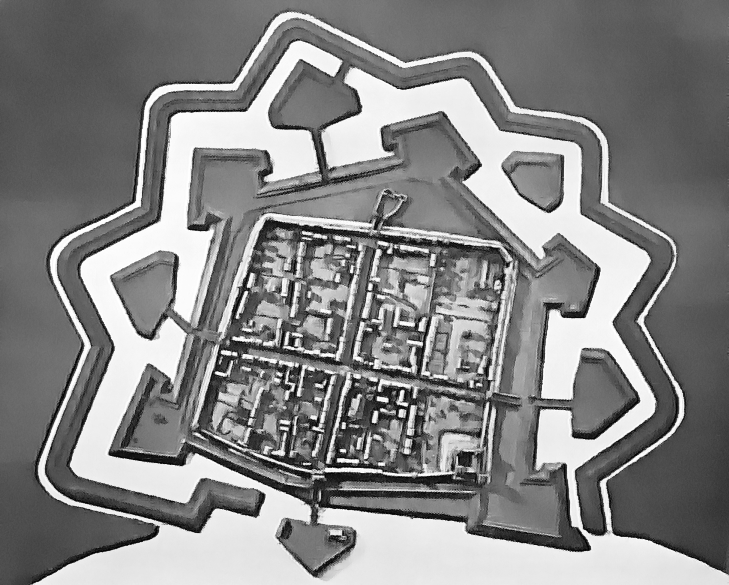
Als Beispiel die kleine Festung Orsoy (um 1650) mit vier Ravelins zwischen den fünf Bastionen zur Landseite und die als Ravelin umgestaltete Zollinsel im Rhein. Die durch einen breiten Wassergraben geschützte Festung wird zusätzlich durch einen schmalen Wassergraben (Vorgraben) vor dem Glacis geschützt.

Der Ravelin ist das älteste und zugleich wichtigste Außenwerk des bastionären Befestigungssystems. Es entstand aus kleinen Vorwerken, welche die Brücke, die über den Festungsgraben zum Stadt- bzw. Festungstore führte, vor einem direkten Angriff decken sollten. Von dieser ursprünglichen Funktion, die Torbrücke zu schützen, stammt auch ihr ursprünglicher italienischer Name „Rivellino“ (das heißt kleines Uferwerk oder mit dem dafür üblichen deutschen Ausdruck: Brückenkopf). Daher war der Ravelin zuerst nur ein kleines Werk, das lediglich den Zugang zur Brücke vor den Festungstoren erschweren sollte.
Als man im 16. Jahrhundert erkannte, dass sich damit generell die Kurtine besser schützen ließ, begann man auch vor anderen Kurtinen Ravelins zu errichten und diese allmählich zu vergrößern. Allerdings erkannte erst der deutsche Festungsbaumeister Daniel Specklin (1536–1589) die prinzipielle Bedeutung der Ravelins (die er noch als „ledige Wehr“ oder als „Revelin“ bezeichnete). Er forderte, sie so groß wie möglich zu machen, damit sie die Kurtine und die Flanken der Bastionen voll abdeckten und ein flankierendes Feuer vor die Bastionsspitzen legen können. In der nachfolgenden Zeit finden sich Ravelins in praktisch allen Festungen, die nach dem bastionären Befestigungssystem erbaut wurden.

## Bauform
Im bastionären Festungssystem hat der Ravelin (fast) immer einen in etwa dreieckigen Grundriss und ist somit entweder als Flesche (ein Werk mit zwei Facen) oder als Lünette (ein Werk mit zwei Facen und zwei Flanken) angelegt. Es wurde immer im Festungsgraben der Kurtine errichtet, wobei seine Wälle stets niedriger waren als die des dahinterliegenden Hauptwalls und der angrenzenden Bastionsmauern. Seit dem 17. Jahrhundert war seine Basis immer mindestens so breit, dass diese die dahinter liegende Kurtine vollständig abdeckte. In der Regel (aber nicht immer) befand sich vor dem Ravelin ein weiterer Graben als Annäherungshindernis.
Zunächst errichtete man die Ravelins vollständig aus Mauerwerk. Seit dem späten 16. Jahrhundert ging man vornehmlich in Nordeuropa dazu über, die Wälle aus Erde aufzuschütten, da diese die gusseisernen Kanonenkugeln der Belagerungsartillerie besser absorbierten als reines Mauerwerk.

## Erhalten gebliebene Ravelins
Der älteste erhaltene Wallschild liegt in der italienischen Ortschaft Sarzanello in Ligurien und wurde 1497 erbaut. Ursprünglich sollte er die Tore einer Festung schützen, die mit ihnen über eine Brücke oder einer Erdaufschüttung verbunden waren (wie beim Ravelin Peter der Zitadelle Petersberg in Erfurt). Gegen Ende des 16. Jahrhunderts ging man dazu über, besonders breite Ravelins vor torlosen Wallabschnitten zu errichten, von denen aus der gesamte Grabenabschnitt vor den Bastionen beschossen werden konnte (wie beim Ravelin Anselm der Erfurter Zitadelle Petersberg).

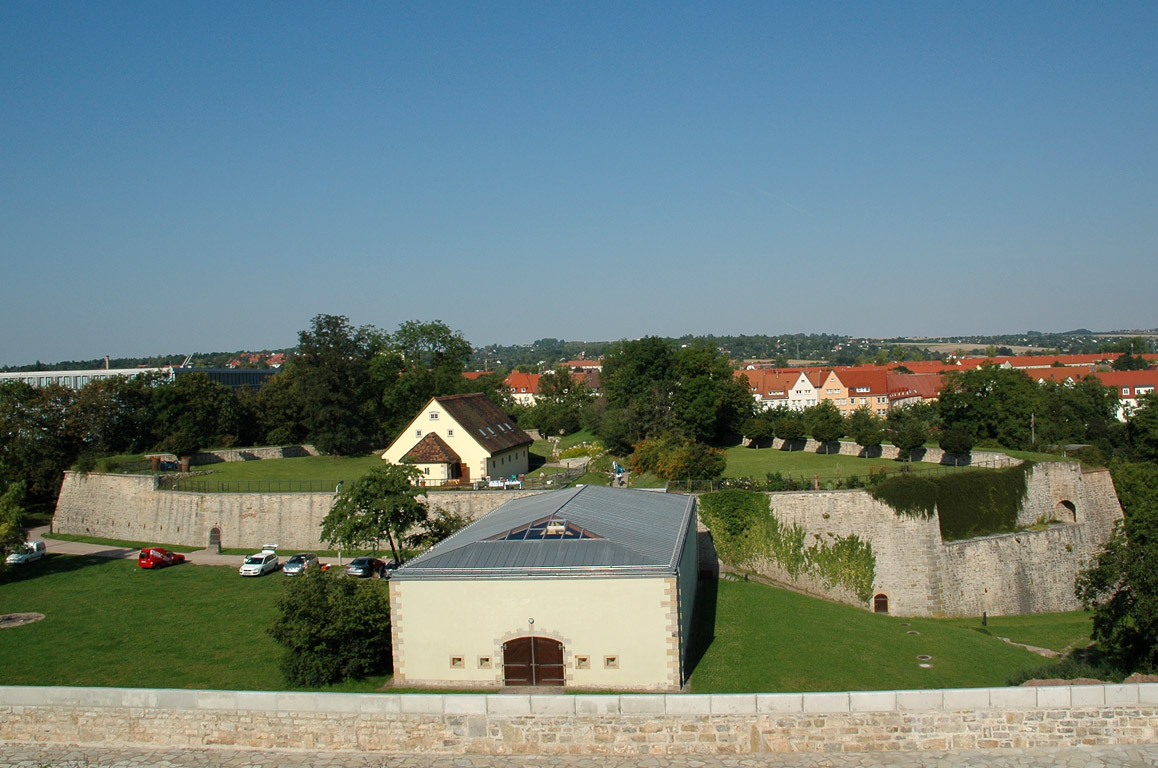
Ravelin Anselm der Zitadelle Petersberg (erbaut zwischen 1681 und 1700)
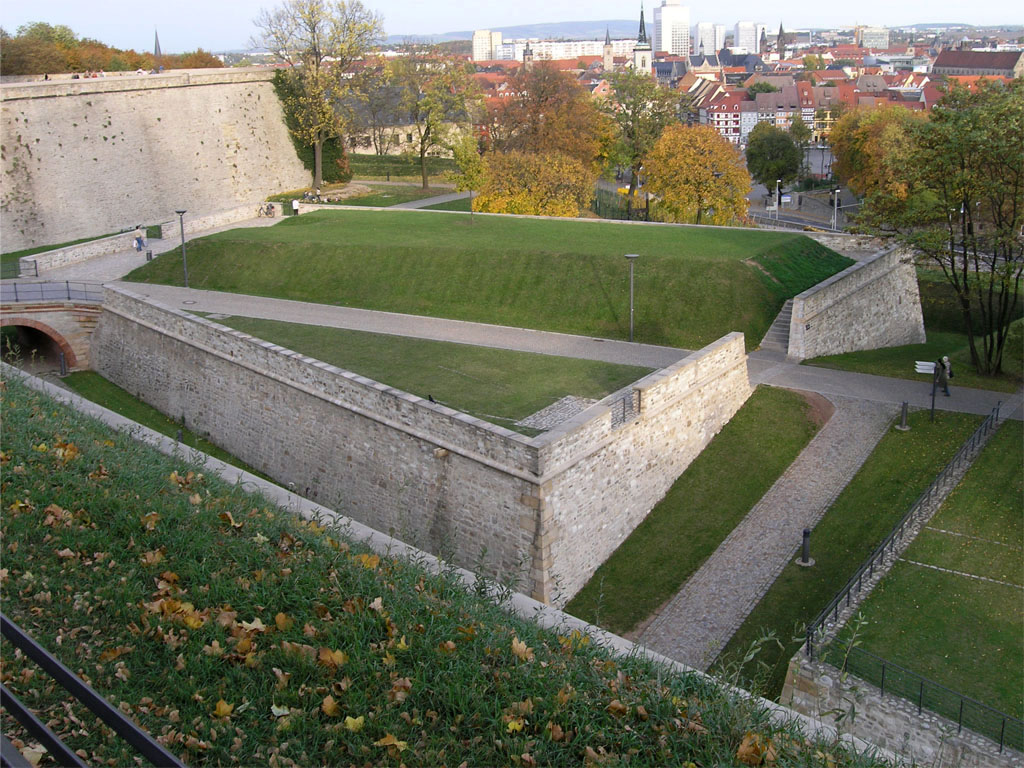
Ravelin Peter der Zitadelle Petersberg (erbaut 1708)

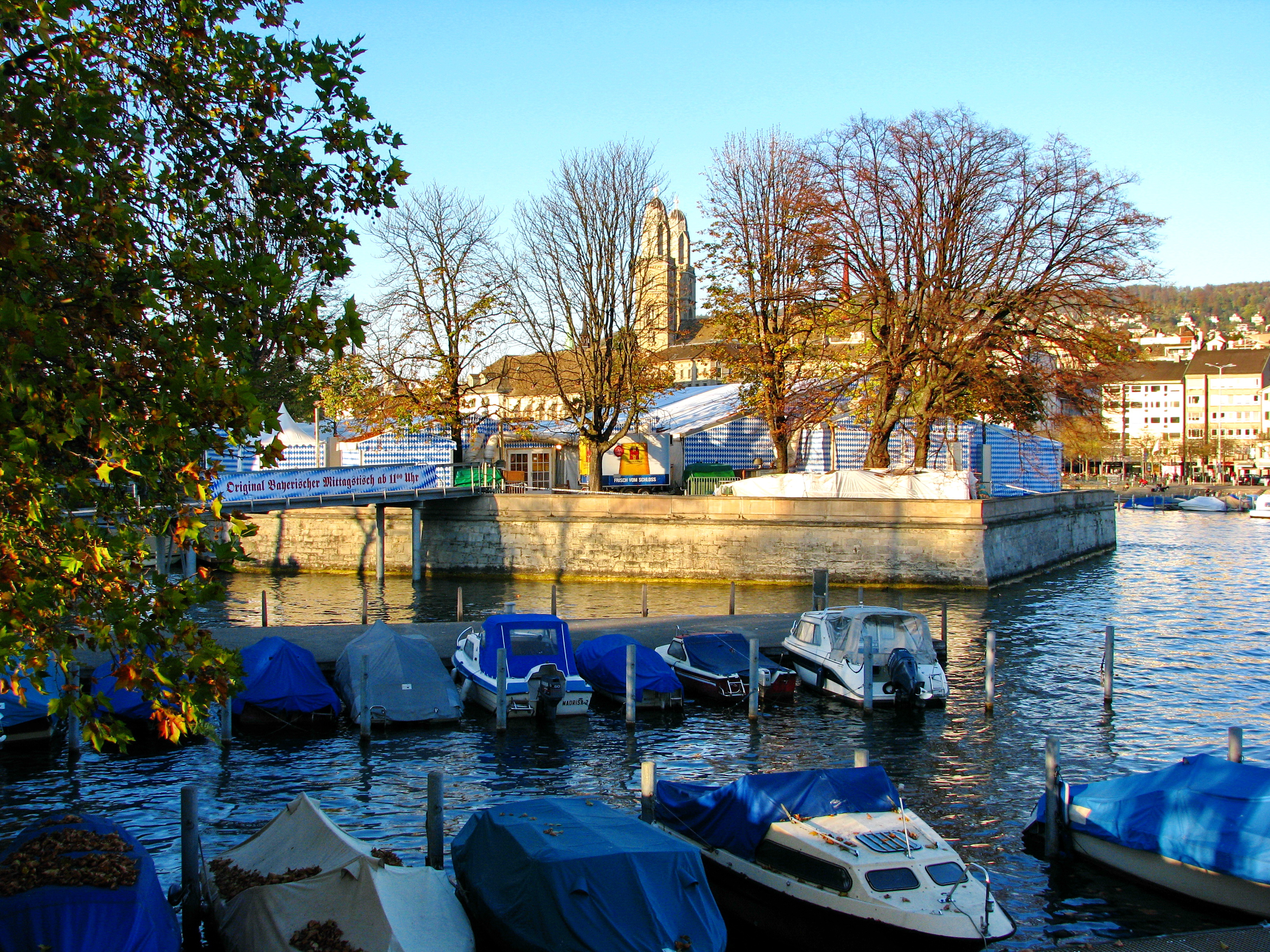
Das Bauschänzli in Zürich, Ansicht vom Stadthausquai

Einen der ältesten erhaltenen Ravelins stellt derjenige des bastionierten Schlosses Homburg (Saarland) dar. Er wurde im letzten Viertel des 16. Jahrhunderts im Rahmen des Ausbaus der mittelalterlichen Homburg zu einem bastionierten Schloss errichtet.
Unter dem Eindruck des Dreißigjährigen Krieges beschloss der Rat von Zürich, die Stadt großräumig nach den seinerzeit modernsten Erkenntnissen zu befestigen. Nach langwieriger Evaluation der unterschiedlichsten Fortifikationssysteme wurde das Projekt von Johann Georg Werdmüller ab 1642 nicht mehr als hochgezogene Ringmauer, sondern nach dem bastionären Befestigungssystem gebaut und nahm damit die Bauweise (Vaubanfestung) von Sébastien Le Prestre de Vauban (1633–1707) teilweise vorweg. Die bestehenden Befestigungen des Zürichsees wurden 1657 um das fünfeckige Ravelin Kratz in der Limmat erweitert (siehe auch Stadtbefestigung Zürich). Mit dem gegenüberliegenden Kratzquartier respektive dem Werkplatz des Bauhauses war das stadtseitig offene Bollwerk durch einen Steg mit Zugbrücke verbunden.
Im Jahr 1708 wurde unter dem Fürstbischof Johann Philipp von Greiffenclau zu Vollraths für die Festung Marienberg in Würzburg als dem Hauptwall vorlagertes Außenwerk das Ravelin „Teutschland“ auf viereckigem Grundriss errichtet.

## Bilder

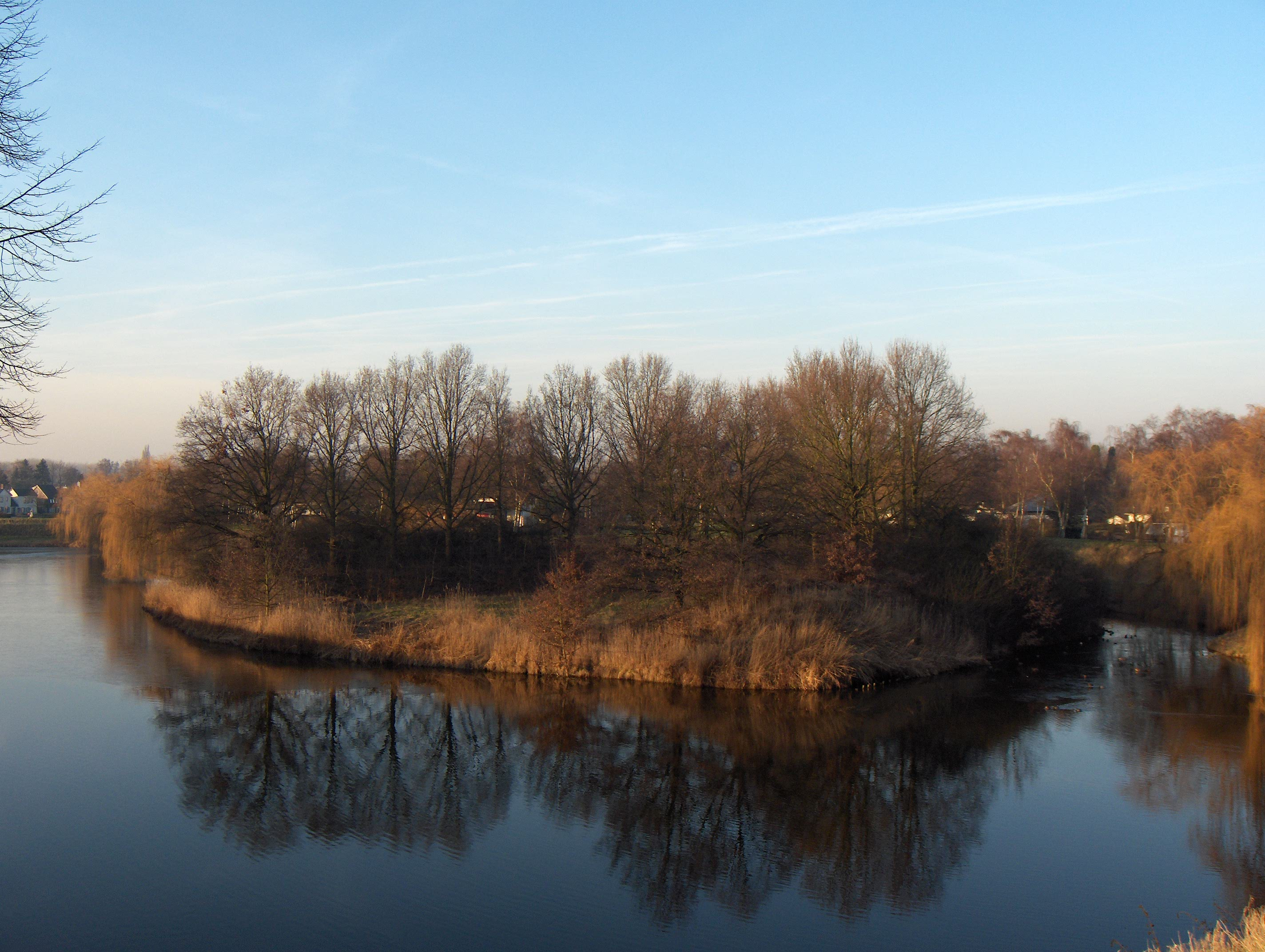
Kehlseite eines Ravelin der Festung Hulst (Niederlande) vom Hauptwall aus gesehen, Anfang des 17. Jh.
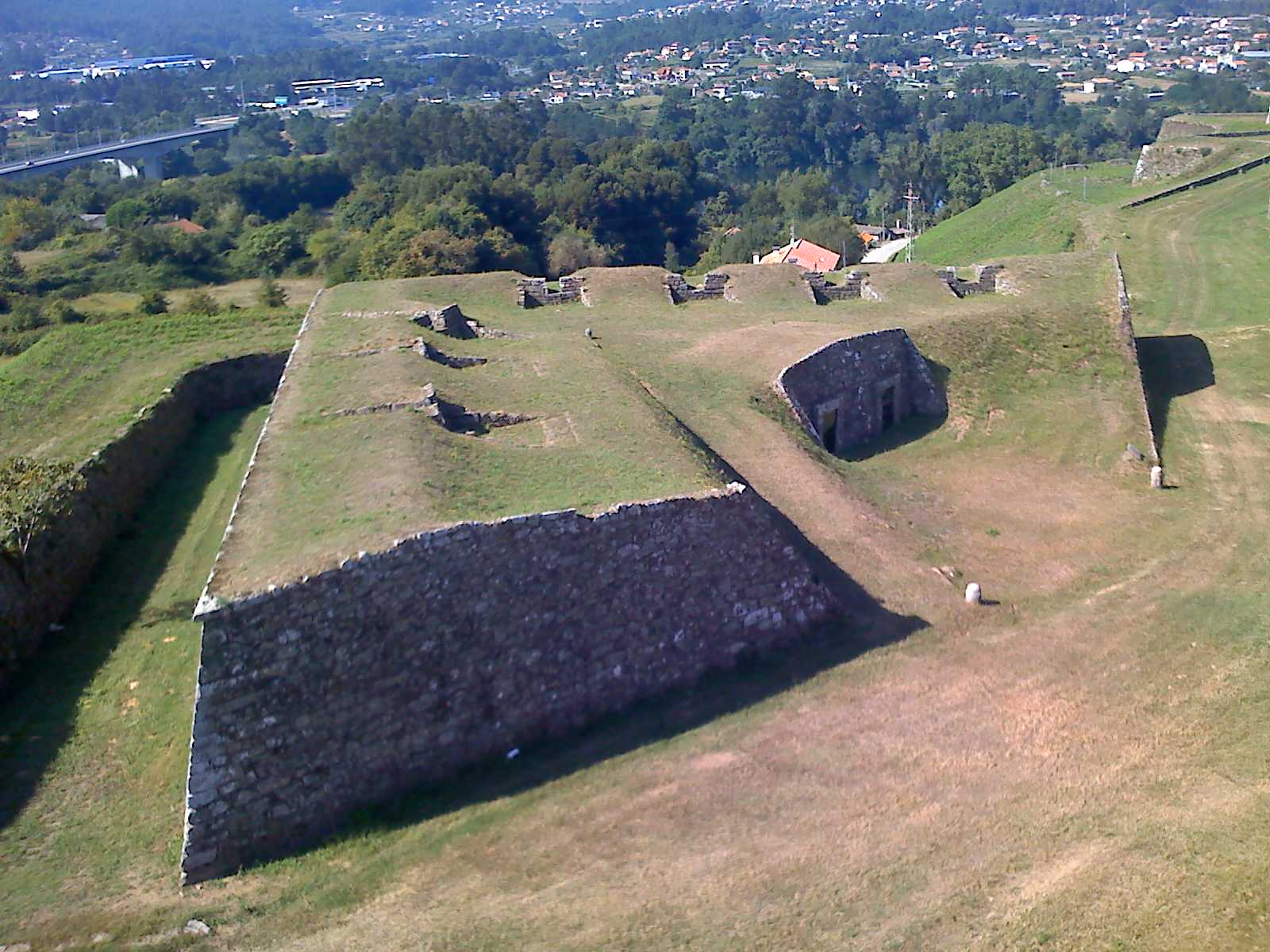
Ravelin bei Valença Festung, Portugal
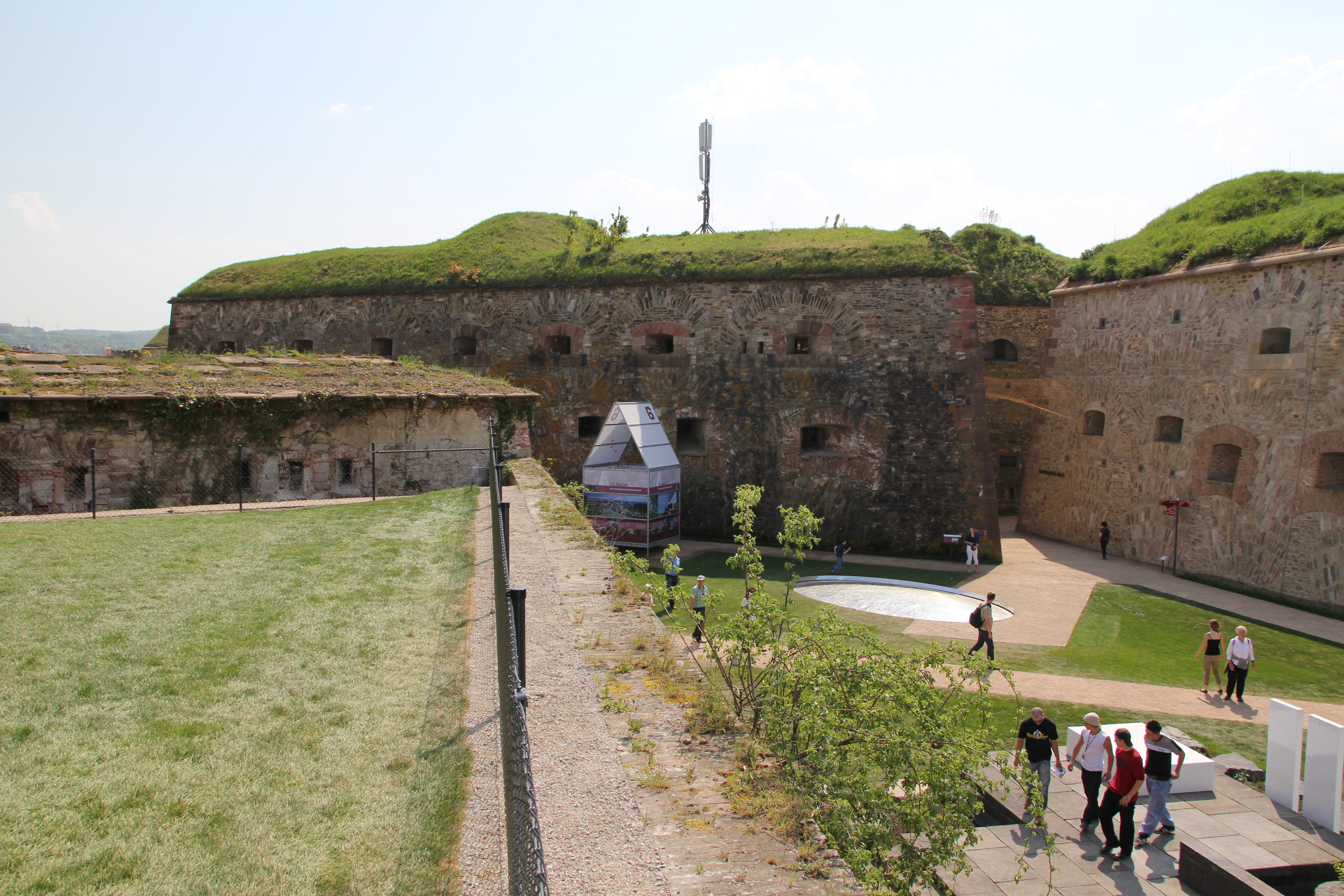
Der Ravelin der Festung Ehrenbreitstein in Koblenz, erbaut Anfang des 19. Jahrhunderts nach dem Polygonalsystem
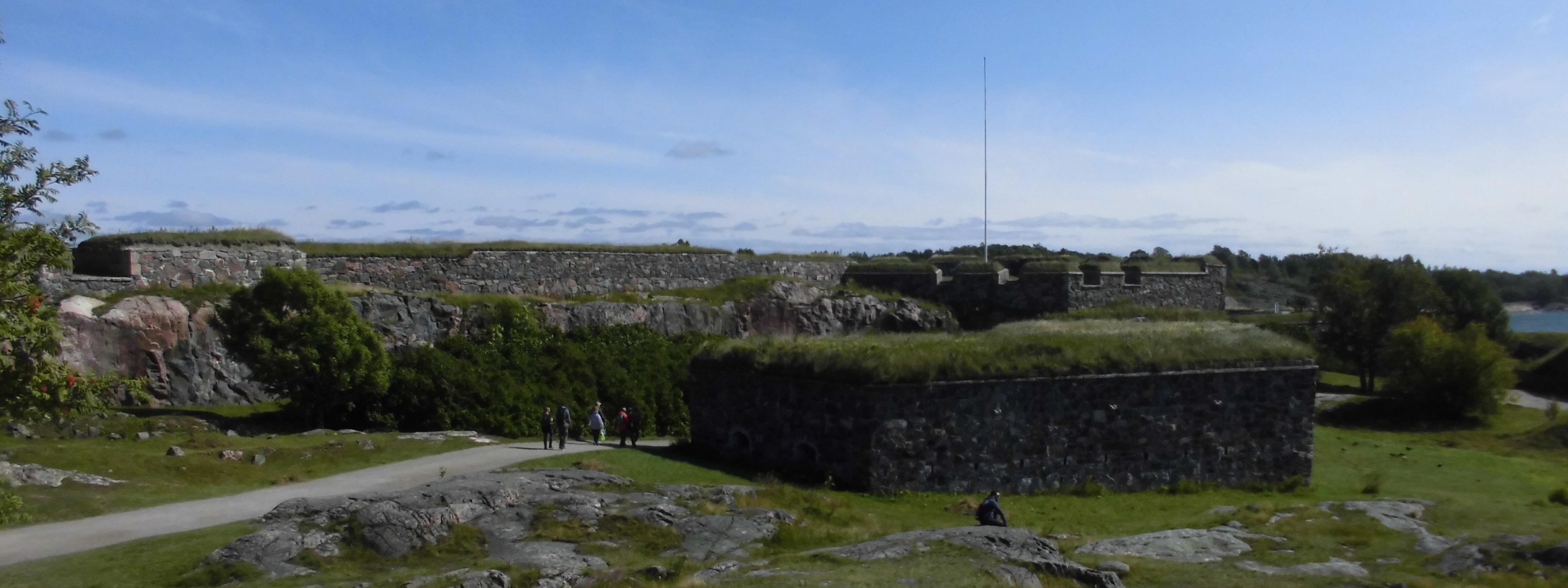
Ravelin auf Suomenlinna, Finnland als Teil der Festung Kustaanmiekka, erbaut zwischen 1748 und 1756 von Schweden. Vorn im Bild der Ravelin, dahinter (mit Fahnenmast) bzw. links im Bild die Bastionen, dazwischen die Kurtine.